# Stanisław Słomczyński
Stanisław Franciszek Słomczyński (ur. 31 maja 1897 w Krakowie, zm. 9 września 1978 we Wrocławiu) – major piechoty Wojska Polskiego.

## Życiorys
Urodził się 31 maja 1897. Po wybuchu I wojny światowej wstąpił do Legionów Polskich. Od września 1914 służył w stopniu szeregowego w 1 pułku piechoty w składzie I Brygady, później był przydzielony do 1 pułku ułanów Legionów Polskich do lipca 1917 roku. Został dwa razy ranny w 1915 roku. Mianowany plutonowym. Po kryzysie przysięgowym został wcielony do c. i k. armii i służył w niej do 1918 roku.
Po odzyskaniu przez Polskę niepodległości został przyjęty do Wojska Polskiego w listopadzie 1918 roku. Od marca 1919 roku był żołnierzem 12 pułku piechoty. W 1922 roku ukończył Szkołę Podchorążych Piechoty w Warszawie. Został awansowany do stopnia porucznika piechoty ze starszeństwem z dniem 1 czerwca 1919. W 1923, 1924 roku nadal był przydzielony do 12 pułku piechoty w Wadowicach.
Od 1 grudnia 1927 roku skierowany do Korpusu Ochrony Pogranicza z przydziałem do batalionu granicznego „Orany” w Druskienikach. Od 1929 roku był młodszym oficerem 2 kompanii „Marcinkańce”. Został awansowany do stopnia kapitana piechoty ze starszeństwem z dniem 1 stycznia 1930. 4 marca 1930 roku mianowano go adiutantem batalionu „Orany”. Od 1931 pełnił funkcję dowódcy kompanii ciężkich karabinów maszynowych batalionu odwodowego „Suwałki”. W 1932 roku pozostawał oficerem KOP w stopniu kapitana. Od 1933 roku służył w 2 pułku Strzelców Podhalańskich w Sanoku, w którym od 1937 do 1939 roku był dowódcą II batalionu. W tym samym roku został awansowany do stopnia majora.
Po wybuchu II wojny światowej brał udział w kampanii wrześniowej 1939 na stanowisku dowódcy II batalionu 2 pspodh, m.in. w walkach pod Wiślicą i bitwie pod Tomaszowem Mazowieckim. Odniósł rany 8 września 1939 roku. Został wzięty do niewoli przez Niemców i wraz z innymi oficerami 2 pspodh był osadzony w niemieckim obozie jenieckim Oflag VII A Murnau od 1939 do 1945 roku. Odzyskał wolność u kresu wojny. Następnie przebywał w Wielkiej Brytanii. W 1948 roku powrócił do Polski. Do 1950 roku był zatrudniony na stanowisku technika w wytwórni części do organów kościelnych. Był inwigilowany przez komunistyczne służby bezpieczeństwa w ramach sprawy ewidencyjno-obserwacyjnej. Zmarł 8 lub 9 września 1978 we Wrocławiu i został pochowany na tamtejszym Cmentarzu Osobowickim.

## Ordery i odznaczenia
- Krzyż Niepodległości (16 marca 1937)[13][14]
- Krzyż Walecznych
- Srebrny Krzyż Zasługi (19 marca 1937)[15]